# Zuelzer-Ogden-Syndrom
Das Zuelzer-Ogden-Syndrom ist kein eigenständiges Krankheitsbild, sondern bezeichnet eine durch Gabe von Folsäure behandelbare megaloblastische Anämie (Störung der Blutbildung) bei Kindern.
Eine Hyperchrome makrozytäre Anämie entwickelt sich hier bei einem Folsäuremangel.
Synonyme sind: megaloblastic anemia in infants
Die Bezeichnung bezieht sich auf die Autoren der Erstbeschreibung aus dem Jahre 1946 durch die US-amerikanischen Pädiater Wolf William Zuelzer und Frank Nevin Ogden.

## Klinische Erscheinungen
Klinische Kriterien sind:
- zunehmende Anämie während des ersten Lebensjahres
- Infektzeichen im Atem- und Verdauungstrakt
- Hyperchrome makrozytäre Anämie
- im Knochenmark megaloblastäre Reifungsstörung der Erythropoese
- Achylie
- eventuell Skorbutzeichen

## Differentialdiagnose
Abzugrenzen sind der Dihydrofolatreduktase-Mangel (DHFR-Mangel) und das Rogers-Syndrom.

## Therapie
Die Behandlung besteht in der Gabe von Folsäure.